# Dorstfelder Brücke
Dorstfelder Brücke, Dortmund-Dorstfelder Brücke — dzielnica miasta Dortmund w Niemczech, w kraju związkowym Nadrenia Północna-Westfalia, w okręgu administracyjnym Innenstadt-West.